# Чупіно (Талицький міський округ)
Чу́піно (рос. Чупино) — селище у складі Талицького міського округу Свердловської області.
Населення — 11 осіб (2010, 0 у 2002).